# Шевченко, Николай Николаевич
Никола́й Никола́евич Шевче́нко (укр. Микола Миколайович Шевченко; род. 24 сентября 1967, Киев) — советский и украинский футболист, выступавший на позициях защитника и полузащитника, футбольный тренер

## Биография
Начал карьеру в кировоградской «Звезде», в 1985 году в составе команды дебютировав во второй союзной лиге. В 1987 году был призван в армию, во время службы выступал в низших лигах чемпионата ГДР за «Локомотиве» из Котбуса. Демобилизировавшись вернулся в «Звезду», цвета которой защищал до 1991 года. После ухода из кировоградской команды отправился в Польшу, где на протяжении одного сезона играл за «Унию» из города Нова-Сажина. В 1992 году вернулся в Украину, став игроком александрийской «Полиграфтехники», в составе которой в течение двух с половиной лет выступал в Первой лиге чемпионата Украины. В 1994 году перешёл в команду высшей лиги — винницкую «Ниву». Дебютировал в элитном дивизионе украинского футбола 4 марта 1995 года, на 70-й минуте выездного матча против львовских «Карпат» заменив Сергея Шубина. В составе винничан провёл полгода, летом 1995 года перешёл в полтавскую «Ворсклу», за которую отыграл два матча в победном для команды сезоне первой лиги 1995/96, однако уже в зимнее межсезонье снова стал игроком «Полиграфтехники». Летом 1996 вернулся в «Ворсклу», где провёл ещё один матч за команду в высшей лиге чемпионата 1996—1997 годов, в котором полтавчане, являясь дебютантами дивизиона, сенсационно стали обладателями бронзовых наград
На протяжении 1996—1998 годов выступал за словацкие клубы «Коба» (Сенец) и «Слован Дусло» (Шаля). В 1998 году отправился в Узбекистан, где играл за ташкентские МХСК и «Трактор». В сезоне 1999/00 был игроком «Черчилль Бразерс», а следующем — «Демпо», участвовавших в чемпионате Индии. В 2001 году выступал за мальдивский «Айленд», после чего вернулся в Индию, перейдя «Кочин», чьи цвета защищал на протяжении трёх сезонов, в 2002 году отлучаясь в узбекистанский «Сурхан»

### Тренерская карьера
В 2014 году работал тренером в штабе бекабадского «Металлурга». В ноябре 2017 года был назначен главным тренером индийского «Черчилль Бразерс», однако проведя на посту 4 матча (во всех из которых команда проиграла) уже спустя месяц был уволен. В 2018—2019 годах работал помощником Андрея Канчельскиса в наманганском «Навбахоре».

## Достижения
- Бронзовый призёр Чемпионата Украины: 1996/97
- Победитель Первой лиги Украины: 1995/96
- Бронзовый призёр Первой лиги Украины: 1993/94